# Kolić
Koliq en albanais et Kolić en serbe latin (en serbe cyrillique : Колић) est une localité du Kosovo située dans la commune/municipalité de Pristina, district de Pristina (Kosovo) ou district de Kosovo (Serbie). Selon le recensement kosovar de 2011, elle compte 466 habitants, dont 464 Albanais.

## Histoire
Sur le territoire du village se trouvent les vestiges d'une forteresse remontant à l'Antiquité tardive ; ils sont proposés pour une inscription sur la liste des monuments culturels du Kosovo.

## Démographie

### Évolution historique de la population dans la localité
| 1948  | 1953  | 1961  | 1971  | 1981  | 1991  | 2011 |
| ----- | ----- | ----- | ----- | ----- | ----- | ---- |
| 1 576 | 1 679 | 1 736 | 1 747 | 1 622 | 1 479 | 466  |

|  |